# Rosalind
Rosalind är en av Uranus månar. Den upptäcktes på fotografier tagna den 13 januari 1986 av den amerikanska rymdsonden Voyager 2. Satelliten fick den tillfälliga beteckningen S/1986 U 4 och också numreringen Uranus XIII.
Rosalind är en av de minsta och den åttonde inifrån av Uranus månar. Den har en diameter på omkring 72 km. Man känner till mycket litet om den utöver dess bana runt planeten och dess mycket låga albedo.
Rosalind är uppkallad efter dottern till den landsförvisade hertigen i William Shakespeares pjäs Som ni behagar.
Rosalind tillhör gruppen Portia-satelliter, tillsammans med Bianca, Cressida, Desdemona, Portia, Juliet, Cupid, Belinda och Perdita. Satelliterna i denna grupp har liknande banor och fotometriska egenskaper.
Rosalind är nära en banresonans av 3:5 med Cordelia.